# Robert McCartney (homme politique)
Pour les articles homonymes, voir Robert McCartney.
Robert Law McCartney, (né le 24 avril 1936) est un avocat et homme politique unioniste en Irlande du Nord, fondateur et chef du UK Unionist Party (UKUP) de 1995 à 2008.

## Biographie
Il est initialement membre du Parti unioniste d'Ulster (UUP) mais est expulsé en juin 1987 lorsqu'il refuse de se retirer des élections générales de cette année-là. Il s'oppose au député sortant du Parti unioniste populaire Sir James Kilfeder à North Down en tant que « vrai unioniste », mais échoue à remporter le siège.
Lors des élections partielles de 1995 à North Down après la mort de Kilfeder, il est élu « unioniste britannique » en battant le candidat du Parti unioniste d'Ulster. Il crée ensuite le Parti unioniste du Royaume-Uni pour se présenter aux élections au Forum d'Irlande du Nord et participer aux pourparlers connexes qui commencent en 1996 . Les autres représentants des partis au Forum sont le Dr Conor Cruise O'Brien et Cedric Wilson, un ancien membre de bas niveau du DUP dans les années 1980. McCartney conserve son siège à Westminster lors des élections de 1997.
Il s'oppose à l'Accord du Vendredi saint et lors du référendum de mai 1998 qui suit. Son parti remporte cinq sièges aux élections législatives plus tard dans l'année (McCartney lui-même à North Down, Cedric Wilson à Strangford, Patrick Roche à Lagan Valley, Norman Boyd à South Antrim et Roger Hutchinson dans l'est d'Antrim).
Cependant, Wilson, Roche, Boyd et Hutchinson se séparent de McCartney en décembre 1998 en raison de la soi-disant « stratégie de sortie » de leur chef de l'Assemblée d'Irlande du Nord au cas où le Sinn Féin serait autorisé à siéger dans le nouveau gouvernement d'Irlande du Nord. McCartney les dénoncent, affirmant que tous les quatre sont "célèbres dans leur propre salon" et que leurs partisans peuvent "se réunir dans une cabine téléphonique". En 2008, Wilson et Boyd assistent tous deux aux réunions de la Voix unioniste traditionnelle de Jim Allister.
En 1999, McCartney se présente pour le parti aux élections au Parlement européen, remportant 2,9 % des voix de première préférence. Il perd son siège de Westminster aux élections de 2001 au profit de la candidate UUP Lady Sylvia Hermon.
Il est engagé dans une politique d'intégration pour l'Irlande du Nord, selon laquelle la dévolution législative pour l'Irlande du Nord ne serait plus la politique permanente de Westminster, il n'y aurait pas d'assemblée législative de Stormont et la province serait une partie pleinement participante du Royaume-Uni. Dans le même temps, les trois principaux partis politiques britanniques s'organiseraient pleinement en Irlande du Nord. Il est président de la Campagne pour l'égalité de citoyenneté en 1986 et la dirige pendant quatre années après l'Accord anglo-irlandais de 1985 . McCartney démissionne de la tête de la Campagne pour l'égalité des citoyens en 1988 à la suite d'un différend avec son exécutif .
Ces politiques intégrationnistes, autrefois populaires dans certaines sections de l'unionisme, ont reculé avec l'introduction de la décentralisation en Écosse et au Pays de Galles et la création d'une Assemblée d'Irlande du Nord fonctionnelle. 
McCartney s'oppose également fortement à l'Accord de Saint-Andrews et en 2007 se présente sur un ticket anti-accord dans six circonscriptions. Il perd son propre siège à North Down, avec 1 806 votes de première préférence (5,9% du total, et moins de la moitié du quota requis pour être élu). Il obtient 360 voix (1,2%) à Belfast North, 388 voix (0,8%) à Fermanagh et South Tyrone, 853 voix (2,0%) à Lagan Valley, 893 voix (2,3%) à South Antrim et 220 voix (0,5%) ) à West Tyrone ,.
Il prétend s'être retiré de la politique à la suite de la perte de son siège aux élections législatives de 2007 au profit de Brian Wilson du Parti Vert. Cependant, il fait encore occasionnellement des apparitions dans les médias et écrit des articles de journaux. En octobre 2009, McCartney est conférencier invité à la conférence du parti Traditional Unionist Voice à Belfast, où il parle de la situation entourant le test de transfert de l'école primaire, provoqué par un ministre de l'Éducation du Sinn Féin.